# W H Smith
W H Smith (LSE: SMWH) ou também conhecida por Smith's é uma empresa britânica de varejo sediada em Wiltshire, na Inglaterra. É mais conhecida por sua rede de lojas que vende livros e revistas em estações de trem, aeroportos e hospitais. É considerada a primeira rede de lojas do mundo e também foi responsável pela criação do catálogo ISBN.
A W H Smith é listada na London Stock Exchange e faz parte do índice FTSE 250. Em 2017 celebrou seu 225º aniversário.